# Zbigniew Olinger
Zbigniew Olinger (ur. 25 maja 1932 w Stanisławowie, zm. 23 lipca 2013 w Krakowie) – polski bokser.
Boksował w latach 1948-1971 w klubach „Stal” Zabrze, „Ostrovia” Ostrów Wielkopolski, „Hutnik” Kraków. Podopieczny Bronisława Olejniczaka. Startując w mistrzostwach Polski zdobył brązowy medal w 1956. Ponadto był pięciokrotnym mistrzem Śląska, a także drużynowym Mistrzem Polski oraz zdobywcą Drużynowego Pucharu Polski. W swojej karierze stoczył 401 walk, odnosząc 331 zwycięstwa, 15 remisów i przegrywając 62 walki.